# 村瀬修功
村瀬 修功（むらせ しゅうこう、1964年 - ）は、アニメ監督、およびアニメ演出家、およびアニメーター。

## 来歴
1988年の『鎧伝サムライトルーパー』の作画で注目を浴び、1991年の劇場作品『機動戦士ガンダムF91』で作画監督に抜擢される。
サンライズ作品を多く担当しているがフリーである。
『新機動戦記ガンダムW』、『アルジェントソーマ』などでキャラクターデザインを務め、2001年の『Witch Hunter ROBIN』で初監督。スタイリッシュな演出手腕を見せる。

## 主な作品

### テレビアニメ
| 放送年     | タイトル                         | クレジット |
| ---------- | -------------------------------- | --- |
| 1985       | CAT'S EYE（第2期）               | 動画 |
| 1987- 1988 | 機甲戦記ドラグナー               | 原画 |
| 1988- 1989 | 鎧伝サムライトルーパー           | ENDアニメーター、作画監督、原画                                                                                  |
| 1989       | シティーハンター2                | 原画 |
| 1990       | 獣神ライガー                     | 原画 |
| 1990       | 魔神英雄伝ワタル2                | 作画監督、原画                                                                                                   |
| 1990       | ふしぎの海のナディア             | 原画 |
| 1992       | 絶対無敵ライジンオー             | 原画 |
| 1992       | ママは小学4年生                  | 原画 |
| 1993- 1994 | 疾風!アイアンリーガー            | 原画 |
| 1993- 1994 | 機動戦士Vガンダム                | 作画監督、原画                                                                                                   |
| 1994       | 機動武闘伝Gガンダム              | オープニング・エンディングアニメーション（原画）                                                                 |
| 1994       | SAMURAI SPIRITS 〜破天降魔の章〜 | 原画 |
| 1995- 1996 | 新機動戦記ガンダムW              | キャラクターデザイン、原画                                                                                       |
| 1998- 1999 | ガサラキ                         | キャラクターデザイン、絵コンテ オープニングアニメーション（作監）                                                |
| 2000- 2001 | アルジェントソーマ               | キャラクターデザイン キャラクター作画監督、メカニック作画監督、原画 オープニング・エンディングアニメ（作画監督） |
| 2002       | ラーゼフォン                     | エンディングスタッフ（原画）                                                                                     |
| 2002       | Witch Hunter ROBIN               | 原案、監督、脚本、絵コンテ、演出                                                                                 |
| 2003       | WOLF'S RAIN                      | 原画 |
| 2004       | サムライチャンプルー             | エンディングアニメーション（作画） 絵コンテ、演出、原画                                                          |
| 2006       | Ergo Proxy                       | 監督、絵コンテ、演出、作画監督、原画                                                                             |
| 2008       | ドルアーガの塔                   | 絵コンテ |
| 2009       | ミチコとハッチン                 | 絵コンテ、演出、作画監督、原画、作画監督補佐                                                                     |
| 2015       | GANGSTA.                         | 監督、絵コンテ                                                                                                   |
| 2016       | 赤髪の白雪姫（2ndシーズン）      | エンディングスタッフ（原画）                                                                                     |
| 2016       | 機動戦士ガンダムUC RE:0096       | 原画、絵コンテ                                                                                                   |

### OVA
| 公開年     | タイトル                                 | クレジット                                              |
| ---------- | ---------------------------------------- | ------------------------------------------------------- |
| 1987       | ヘル・ターゲット                         | 動画                                                    |
| 1989       | 鎧伝サムライトルーパー 外伝              | キャラクターデザイン、作画監督、原画                    |
| 1989- 1990 | 鎧伝サムライトルーパー 輝煌帝伝説        | キャラクターデザイン、作画監督、原画                    |
| 1992       | 機動戦士ガンダム0083-STARDUST MEMORY-    | 原画                                                    |
| 1992       | 愛物語                                   | 「夜をぶっとばせ!」キャラクターデザイン、作画監督、原画 |
| 1992       | ドラゴンスレイヤー英雄伝説 王子の旅立ち  | 原画                                                    |
| 1997- 1998 | The Animated Series ヴァンパイアハンター | キャラクターデザイン、総作画監督                        |
| 1997       | 新機動戦記ガンダムW Endless Waltz        | キャラクターデザイン                                    |
| 2001       | GUNDAM EVOLVE 1                          | 新規カットアニメーター                                  |
| 2003       | ラーゼフォン 彼女と彼女自身と            | エンディングスタッフ（原画）                            |
| 2004       | GUNDAM EVOLVE../7                        | 監督、ストーリー、絵コンテ、演出                        |
| 2010       | Dante's Inferno: An Animated Epic        | Director "Limbo", "Lust"                                |
| 2011- 2014 | 機動戦士ガンダムUC                       | 原画、絵コンテ                                          |

### アニメ映画
| 公開年     | タイトル                                              | クレジット                                             |
| ---------- | ----------------------------------------------------- | ------------------------------------------------------ |
| 1989       | シティーハンター 愛と宿命のマグナム                   | 原画                                                   |
| 1991       | 機動戦士ガンダムF91                                   | 作画監督、原画                                         |
| 1991       | アルスラーン戦記                                      | 原画                                                   |
| 1992       | 機動戦士ガンダム0083 ジオンの残光                     | 原画                                                   |
| 1993       | 機動戦士SDガンダムまつり                              | 「SD戦国伝 天下泰平編」キャラクターデザイン、作画監督  |
| 1994       | ストリートファイターII MOVIE                          | キャラクターデザイン                                   |
| 1998       | 新機動戦記ガンダムW Endless Waltz 特別篇              | キャラクターデザイン                                   |
| 2000       | エスカフローネ                                        | 原画                                                   |
| 2001       | ファイナルファンタジー                                | オリジナルキャラクターデザイン、コンセプトアーティスト |
| 2001       | カウボーイビバップ 天国の扉                           | 原画                                                   |
| 2005       | 機動戦士Ζガンダム A New Translation -星を継ぐ者-      | 原画                                                   |
| 2006       | 機動戦士ΖガンダムIII A New Translation -星の鼓動は愛- | 原画                                                   |
| 2010       | いばらの王 -King of Thorn-                            | 原画                                                   |
| 2017       | 虐殺器官                                              | 監督、脚本、キャラクターデザイン、絵コンテ、原画       |
| 2021       | 機動戦士ガンダム 閃光のハサウェイ                     | 監督、絵コンテ、原画                                   |
| 時期未発表 | 機動戦士ガンダム 閃光のハサウェイ キルケーの魔女      | 監督                                                   |

### ゲーム
- マグナブラバン〜遍歴の勇者（1994年） パッケージイラスト
- ファイナルファンタジーIX（2000年） キャラクターデザイン

### 書籍
- 『ストリートファイター2・映画資料全集』小学館、1994年
- 『トップクリエイターが教えるキャラクターの創り方「サムライチャンプルー」「エルゴプラクシー」にみるアニメーション制作現場』MCプレス、2007年
- 『虐殺器官 アートワークス』一迅社、2017年

### その他
- equal ガネシス （1993年 - 1994年）月刊ニュータイプ連載 イラスト
- 新双月英雄伝ダブルムーン（1994年 - 1996年）コンプRPG連載、挿絵
- ブレードランナー ブラックアウト2022（2017年）キャラクターデザイン、作画監督、原画